# 19731 Tochigi
19731 Tochigi este un asteroid din centura principală de asteroizi.

## Descriere
19731 Tochigi este un asteroid din centura principală de asteroizi. A fost descoperit pe 9 decembrie 1999 la Stația Anderson Mesa în cadrul programului LONEOS. Asteroidul prezintă o orbită caracterizată de o semiaxă mare de 3,19 ua, o excentricitate de 0,10 și o înclinație de 15,4° în raport cu ecliptica.